# Gaston IV. von Béarn

Wappen der Vizegrafen von Béarn

Gaston IV. von Béarn (* vor 1074; † 1131 bei Valencia) war von 1090 bis 1131 Vizegraf von Béarn, später auch Herr von Barbastro und Saragossa. Er trug den Beinamen „der Kreuzfahrer“ (le Croisé) aufgrund seiner Teilnahme am Ersten Kreuzzug.

## Leben
Das Jahr seiner Geburt ist nicht bekannt, es muss jedoch vor 1074 gewesen sein, da in diesem Jahr die Ehe seiner Eltern aufgelöst wurde. Im Jahr 1085 heiratete Gaston Talesa von Aragonien, Vizegräfin von Montaner, eine Enkelin des aragonischen Königs Sancho Ramírez und Cousine von König Alfons I. von Aragonien. Gaston war auch politisch eng mit dem benachbarten, damals ähnlich großen Königreich Aragón verbunden. Er folgte im Jahr 1090 seinem Vater Centulle V. als Vizegraf von Béarn im heutigen Südfrankreich nach. Das einzige erhaltene Dokument seiner Herrschaft vor dem ersten Kreuzzug ist eine Kirchenstiftung vom Oktober 1094. Sein jüngerer Bruder Centulle war Graf der benachbarten Region von Bigorre.

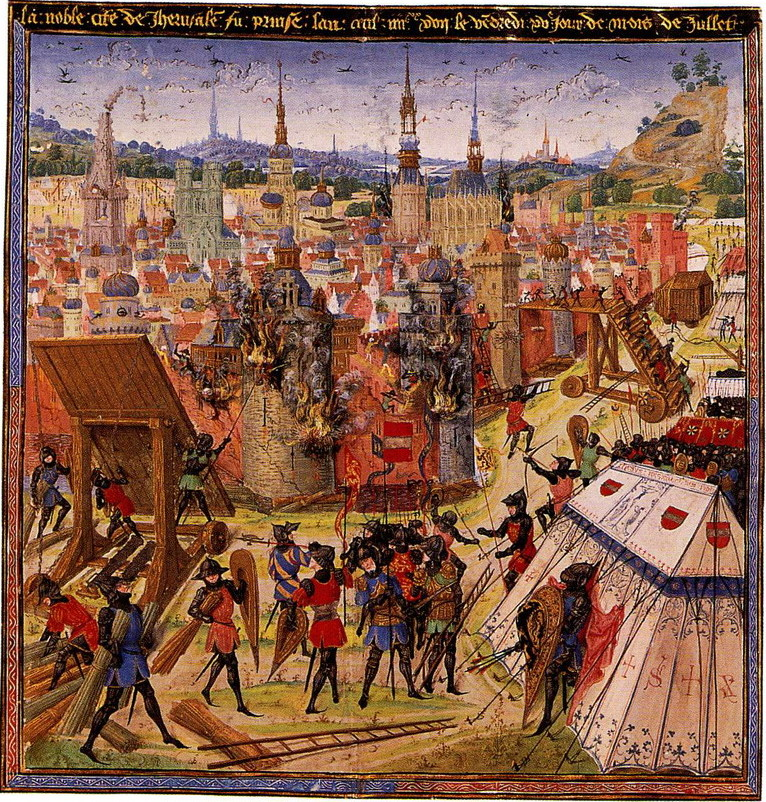
Belagerung von Jerusalem

### Erster Kreuzzug
Gaston nahm im Jahr 1095 im Heer Raimunds IV. von Toulouse am Ersten Kreuzzug teil. Er war einer der ärmeren Ritter, hatte aber dennoch seine eigenen Männer dabei. Bei der Belagerung Antiochias führte er eine der Divisionen in der Entscheidungsschlacht gegen Kerboga. Während des Machtkampfs nach der Eroberung der Antiochias verließ Gaston Raimund und schloss sich Gottfried von Bouillon bei seinem Zug nach Jerusalem an. Gaston und Tankred wurden vorausgeschickt, um Betlehem zu erobern, und während der Belagerung Jerusalems war Gaston für den Bau von Gottfrieds Belagerungsturm zuständig. Mittels dieses Belagerungsturms gelang am 15. Juli 1099 die Erstürmung der Stadt.
Gastons Erfahrung aus der Reconquista lehrte ihn, dass Muslime unter christlicher Herrschaft als Mudejares leben konnten. Er zog Verhandlungen und Dialoge sinnlosen Massakern vor. Tankred und er versuchten, einige Muslime aus Jerusalem in der al-Aqsa-Moschee zu schützen, die aber ebenso getötet wurden wie die anderen auch. Im August führte Gaston einen Teil der zentralen Linie der Kreuzfahrerarmee in der Schlacht von Askalon. Nach dem Sieg kehrte er wie die meisten anderen Kreuzfahrer nach Hause zurück.

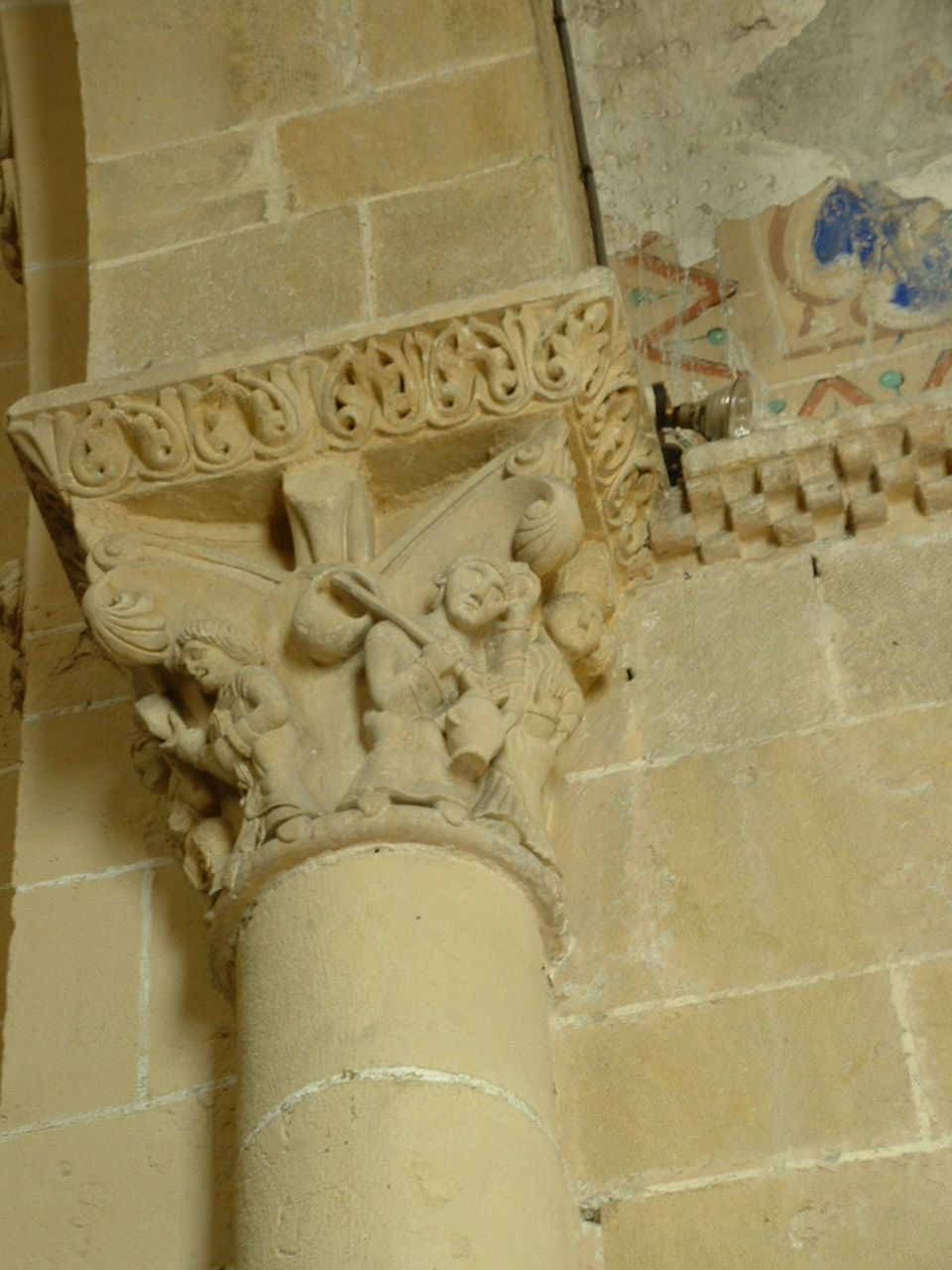
Kapitell einer Säule der Kathedrale von Lescar

Spätestens im Jahr 1101 war er wieder im Béarn. Er organisierte seine Herrschaft und seine Territorien und ließ zahlreiche Gebäude an den Routen des Jakobswegs, die durch sein Territorium verliefen, errichten, darunter die Kathedralen von Lescar und Oloron sowie in Morlaàs, der Hauptstadt seines Territoriums; auch die Gründung mehrerer Pilgerhospitäler geht auf ihn zurück.

### Reconquista
Im Jahr 1113 wird er als Herr von Barbastro, einer Stadt im Norden des heutigen spanischen Aragon, genannt. Seine bedeutendste Zusammenarbeit mit Alfons I. von Aragonien war seine Mitwirkung an der Eroberung der Stadt Saragossa im Rahmen der Reconquista im Jahr 1118. Alfons I. ernannte ihn zum Señor de Zaragoza („Herr von Saragossa“) und sprach im Ländereien zu, die Gaston an Bearner Vasallen vergab. 
Gaston war ein frommer Mann, der nach seiner Rückkehr nach Béarn den Bau vieler Kirchen auf dem Jakobsweg nach Santiago de Compostela veranlasste, in denen die Pilger Unterkunft finden konnten. Am 6. April 1128 gründete er mit seiner Frau Talesa das Kloster Sauvelade.
Gaston war an weiteren Feldzügen beteiligt, darunter der Eroberung von Tudela, Borja, Tarazona und Soria (1119) und an der Schlacht von Cutanda am 18. Juni 1120 beteiligt, bei der ein christliches Heer Rückeroberungsbestrebungen der Almoraviden zurückschlug und Calatayud und Daroca einnahm. 1124 war er an einem ersten Vorstoß in Richtung Andalusien beteiligt, bei dem kurzzeitig Peña Cadiella eingenommen wurde. In den Jahren 1125/26 nahm er am großen Feldzug Alfons’ I. nach Andalusien teil, in dessen Verlauf unter anderem die Schlacht von Lucena mit einem deutlichen Sieg des christlichen Heeres endete, das reiche Beute mit in den Norden zurücknahm. Während weiterer Kampagnen in der Region Valencia, deren Hintergrund nicht hinreichend überliefert ist, geriet er in einen Hinterhalt und wurde getötet. Der muslimische Historiker Ibn Idhari beschreibt seinen Tod:

„In diesem selben Jahr (dem Jahr 534 der Hedschra) starb der Mohamad Yidar, Herrscher von Valencia. Yintan ben Ali herrschte über Valencia durch den Zuspruch Gottes. Er besiegte die Christen und der Kopf ihres Anführers Gaston wurde im zweiten Monat von Yumada (24. Mai 1131) nach Granada gebracht. Er wurde auf der Spitze einer Lanze durch die Straßen getragen begleitet von Trommelwirbeln. Das gab dem Emir der Muselmanen, Ali ben Yusuf, der sich in Marrakesch befand, sein Lächeln zurück.“

## Nachwirken
- Als Vizegraf von Béarn folgte ihm sein dreijähriger Sohn Centulle VI. nach, Regentin war seine Frau Talesa. Seine Ländereien in Aragonien vermachte Gaston dem Templerorden. Seine Nachfahren Gaston VI. und Gaston VII. nahmen am Albigenserkreuzzug beziehungsweise dem Siebten Kreuzzug teil.
- In der 1847 in Paris uraufgeführten Oper Jérusalem von Giuseppe Verdi ist Gaston von Béarn eine der Hauptfiguren.